# HD 40979 b
HD 40979 b是一顆環繞恆星 HD 40979 的太陽系外行星。該行星的發現是被利克天文台和凱克天文台偵測到，再經由費爾伯恩天文台以測光觀測發現到 HD 40979 有少許的亮度變化而確認。該行星可能是氣體巨行星，由黛布拉·費希爾等人發現於2002年。

## 外部連結
- . Exoplanets.   [2012-07-18]. （原始内容存档于2009-11-25）.
- . http://obspm.fr/.   [2008-08-20]. （原始内容存档于2007-12-03）.